# Паньковка 1 (платформа)
Панько́вка-1 — остановочный пункт Восточно-Сибирской железной дороги на Транссибирской магистрали в Слюдянском районе Иркутской области.
Относится к Улан-Удэнскому региону Восточно-Сибирской железной дороги.
Находится на 5373 километре Транссиба на территории посёлка Паньковка 1-я.

## Пригородное сообщение по станции
На 2015 год пригородного сообщения по остановочному пункту нет.